# Adolf Korompay
Adolf Korompay (né vers 1800 à Jägerndorf, mort le 4 août 1864 à Vienne) est un architecte autrichien.

## Biographie
Adolf Korompay est le fils de Johann Korompay, conseiller municipal et syndic. Le premier élément connu de sa biographie est sa première maison bâtie en 1826 à Vienne. En 1834, il devient citoyen de la ville et reçoit la concession de maître d'œuvre.
Korompay fait un premier mariage en 1825 avec Aloisia Baßlinger et un deuxième en 1828 avec Susanna Pickl dont naîtra son fils Gustav von Korompayqui sera lui aussi architecte.

## Sources
- (de) Cet article est partiellement ou en totalité issu de l’article de Wikipédia en allemand intitulé « Adolf Korompay » (voir la liste des auteurs).